# Ferrand-Invariante
In der Mathematik ist die Ferrand-Invariante eine nach Jacqueline Ferrand benannte Invariante, die insbesondere bei der Untersuchung konformer Abbildungen von Nutzen ist.

## Definition
Die Ferrand-Invariante {\displaystyle j(x,y,z,t)} von vier Punkten {\displaystyle x,y,z,t} in einer {\displaystyle n}-dimensionalen Riemannschen Mannigfaltigkeit {\displaystyle M} ist das Infimum der Kapazität {\displaystyle c(F_{0},F_{1})} über alle disjunkten, kompakten Mengen mit {\displaystyle x,y\in F_{0}} und {\displaystyle z,t\in F_{1}}. 
Dabei ist die Kapazität zweier disjunkter Mengen definiert als das Infimum von {\displaystyle \int \vert du\vert ^{n}} über alle glatten Funktionen mit {\displaystyle u|_{F_{0}}\equiv 0,u|_{F_{1}}\equiv 1}.
Die Invariante ist unendlich, falls {\displaystyle x} oder {\displaystyle y} mit {\displaystyle z} oder {\displaystyle t} übereinstimmt.

## Eigenschaften
- Die Invariante ist stets positiv: {\displaystyle j(x,y,z,t)\not =0}.
- Durch die auf dem Komplement von {\displaystyle \left\{z,t\right\}} definierte Metrik {\displaystyle d(x,y):=j(x,y,z,t)^{1/(1-n)}} wird auf {\displaystyle M\setminus \left\{z,t\right\}} die übliche Topologie der Riemannschen Mannigfaltigkeit definiert.
- Die Metrik geht gegen unendlich, wenn (für festes {\displaystyle y}) {\displaystyle x} gegen {\displaystyle z} oder (für festes {\displaystyle x}) {\displaystyle y} gegen {\displaystyle t} strebt.

## Anwendungen
- Die Ferrand-Invariante ermöglicht Abschätzungen für den Stetigkeitsmodul konformer Abbildungen.
- Mit Hilfe der Invariante bewies Ferrand, dass die Gruppe der drei Punkte y,z,t festlassenden konformen Abbildungen eine kompakte Gruppe ist.
- Für eine divergierende Folge konformer Abbildungen {\displaystyle f_{i}} kann man zeigen, dass es höchstens zwei mögliche Grenzwerte von Folgen {\displaystyle f_{i}(x_{i})} gibt. Falls es tatsächlich zwei solche Grenzwerte {\displaystyle z\not =t} gibt, dann sendet eine Teilfolge der {\displaystyle f_{i}} das Komplement jeder Umgebung von {\displaystyle z} in beliebig kleine Umgebungen von {\displaystyle t}. Divergierende Folgen konformer Abbildungen zeigen also stets eine Nord-Süd-Dynamik.
- Aus dem vorherigen Punkt folgt, dass Mannigfaltigkeiten mit divergierenden Folgen konformer Abbildungen einfach zusammenhängend und konform flach sein müssen, insbesondere also eine Sphäre sind. Mit diesem Argument bewies Ferrand die Lichnerowicz-Vermutung: eine kompakte Riemannsche Mannigfaltigkeit mit einer nichtkompakten Gruppe konformer Transformationen muss konform äquivalent zur Einheitssphäre sein.
- Abschätzungen für die Ferrand-Invariante sind ein wichtiges Hilfsmittel in der Regularitätstheorie quasikonformer Abbildungen. Insbesondere wird sie verwendet für den Beweis der quasi-isometrischen Starrheit hyperbolischer Gebäude[1] und der Charakterisierung 2-dimensionaler Sphären bis auf Quasi-Symmetrie[2].